# Neritopsoidea
Neritopsoidea Gray, 1847 è una superfamiglia di molluschi gasteropodi della sottoclasse Neritimorpha. 

## Descrizione
I Neritopsoidea sono una delle quattro superfamiglie sopravvissute fino ai giorni nostri del grande gruppo dei Neritimorpha. Di questa solo la famiglia Neritopsidae è tuttora esistente. Di questa famiglia fanno parte i Neritopsis provenienti da grotte sottomarine che possiedono la più antica testimonianza fossile,  risalente almeno al Triassico e probabilmente precedente, registrata tra le superfamiglie neritimorfe viventi.
I Neritopsoidea sono caratterizzati dalle loro pareti interne della conchiglia non riassorbite, come nel caso dei Neritoidea, e dall'opercolo calcareo non disposto a spirale come nei Neritidae.
I Neritopsoidea mostrano una condizione monoica con un solo gonoporo, che potrebbe rappresentare uno stato di carattere plesiomorfo.

## Tassonomia
I Neritopsoidea sono una delle quattro famiglie sopravvissute fino ai giorni nostri del grande gruppo dei Neritimorpha, essendo le altre Hydrocenoidea, Helicinoidea, e Neritoidea. La superfamiglia contiene sei famiglie di cui una sola esistente:
- Famiglia  † Delphinulopsidae Blodgett, Frýda & Stanley, 2001
- Famiglia  † Fedaiellidae Bandel, 2007
- Famiglia Neritopsidae Gray, 1847
- Famiglia  † Palaeonaricidae Bandel, 2007
- Famiglia  † Plagiothyridae Knight, 1956
- Famiglia  † Pseudorthonychiidae Bandel & Frýda, 1999